# خانه و جهان (فیلم)
خانه و جهان (به بنگالی: Ghare Baire) فیلمی محصول سال ۱۹۸۵ و به کارگردانی ساتیاجیت رای است. در این فیلم بازیگرانی همچون سومیترا چاترجی، ویکتور بنرجی، جنیفر کندال، سوتیکا سنگوپتا ایفای نقش کرده‌اند.